# Civita Superiore
Civita Superiore è una frazione del comune italiano di Bojano, in provincia di Campobasso, in Molise.
È sede della Rocca Pandone, antico castello a guardia del borgo sottostante, edificato nell'XI secolo dai Normanni e attivo sotto gli Svevi, gli Angioini e i Pandone (dai quali prese il nome), fino al decadimento dei fortifizi militari nel XVII secolo e alla semi-distruzione causata nel 1805 dal terremoto del Sannio che sconvolse la piana di Bojano e del Matese.

## Storia
A metà dell'XI secolo anche Bojano fu oggetto della conquista normanna dell'Italia meridionale da parte degli Altavilla e ne divenne feudatario un compagno d'armi di Roberto il Guiscardo, Rodolfo de Moulins, che italianizzò il proprio nome in Rodolfo di Molise ed ebbe sei figli: quattro maschi e due femmine. Una delle figlie del conte Rodolfo di Molise, o Adelizia o Beatrice, va in sposa a Sarlo II, nipote di Roberto il Guiscardo. A Rodolfo di Molise si deve l'edificazione (o riedificazione) della concattedrale di San Bartolomeo e la fondazione della contea di Bojano. Fu in questo contesto che Bojano diede origine al nome della regione Molise. La sua stirpe infatti allargò i confini della contea fino a raggiungere quelli grossomodo della contemporanea regione Molise e divenendo la più grossa contea del regno normanno in Italia, tanto da confinare a nord con il ducato di Spoleto e a sud con la Capitanata; proprio perché la contea in virtù del cognome "Moulins" incominciò a chiamarsi "Molise", i conti si chiamarono così fino alla loro estinzione. Il titolo di conti di Bojano fu sostituito da quello di conti di Molise dal nome della dinastia. Il nome rimase anche quando la dinastia si estinse. Nel 1266 ne diveniva titolare Amerigo De Sus. I Capuano vi giungevano nel XIV secolo. Vi si alternavano quindi i Pandone, i D'Artus e nuovamente i Pandone. Nel XVII secolo il centro rientrava nei possessi dei Carafa. Ultimi titolari ne sarebbero stati i Filomarino. Nel 1457 Bojano risulta insieme al contado e alle terre di Venafro, sotto il potere della famiglia napoletana Pandone, precisamente sotto il conte Scipione, che rifortificò il castello di Civita Superiore. Questo castello esisteva sin dal XII secolo, usato come luogo di guardia dei Normanni, nel 1221 fu teatro di scontri tra i conti di Molise e Federico II di Svevia, che aveva avviato la politica di smantellamento delle piccole baronie e contee normanne, per accentrarle nell'impero. Il conte  Tommaso da Celano lasciò la moglie Giuditta, figlia di Ruggero di Bojano, in difesa della rocca e si recò a Roccamandolfi, ma Federico II fece attaccare la rocca di Civita, prendendola. Tommaso marciò verso Bojano, riprendendosi la moglie, ma venne raggiunto a Roccamandolfi da Tommaso d'Aquino, conte di Acerra e alleato di Federico, che assediò l'altro castello, sicché Tommaso giunse alla resa nel 1223, affidando la sua contea a Federico, tranne però Rocca di Bojano, ritenuta strategica per la difesa del territorio. Civita Superiore fu occupata poi dagli Angiò e ricostruita per volere del cadetto Roczolino de Mandroles, poi passò ai Pandone, che tennero il castello per 80 anni circa, dal 1489 al 1519 Silvio Pandone destinò la rocca a residenza estiva, pian piano fuori dal castello si era sviluppato un villaggio, ancora esistente, Civita Superiore, dotato di mura, case e due chiese. Dopo l'abbandono dei Pandone, il castello fu proprietà di altri feudatari e venne gravemente danneggiato dal terremoto del 1805, cadendo nel degrado e nell'abbandono, sicché ne restano i ruderi.

## Monumenti e luoghi d'interesse

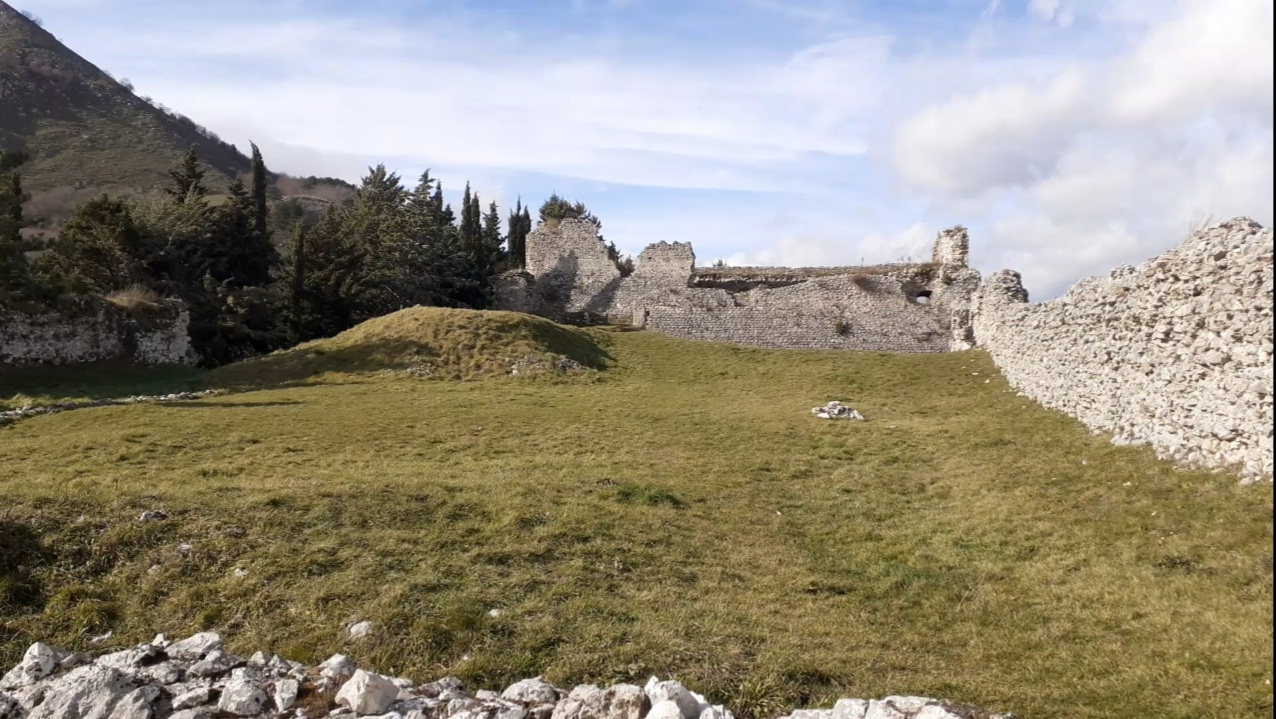
Resti di Rocca Pandone

L'abitato sorge alle pendici del monte Crocella, seguendo la strada della chiesa di San Michele Arcangelo, da Bojano, per Civita. Il paese antico ha impianto quadrangolare irregolare cinto da mura; le mura in pietra grezza non concia risalgono all'epoca aragonese, e sono visibili ancora nel tratto settentrionale, ossia nel belvedere che dà su Bojano, e nel tratto sud, con una torretta cilindrica riadattata ad abitazione civica. Le piazze sono due, una a nord, sul belvedere, dove si affaccia la chiesa di Santa Maria delle Grazie, e la seconda a sud, detta Largo San Giovanni. Una seconda chiesa si trova lungo il tratto orientale delle mura, dedicata a San Giovanni Battista. Verso sud vi sono delle case abbandonate, che si trovano lungo una costa franosa, detta anche "lama", sono abitazioni molto semplici, attaccate le une alle altre, e costituivano La Giudecca, il quartiere ebraico di Civita. Il castello medievale sorge ad occidente, le mura a ruderi fanno leggere un impianto rettangolare con doppia chiusura di mura perpendicolari, a segnalare la presenza di una corte o piazza d'armi, cinta da mura, e attraversabile mediante degli archi, e poi la fortezza vera e propria, difesa posteriormente da un maschio cilindrico, di epoca aragonese (XV secolo). A causa del deterioramento dei ruderi per la mancata ricostruzione del castello dopo il 1805, quando era già in rovina da due secoli, non si legge molto dell'impianto del palazzo del signore, se non l'impianto rettangolare, e la doppia muratura in pietra grezza.